# Batallón Comuna de París
El Batallón Comuna de París (en francés: Bataillon Commune de Paris) fue una unidad militar formada el octubre de 1936 por voluntarios comunistas franceses, belgas y valones principalmente, pero también algunos británicos y estadounidenses, que participó en la guerra civil española en apoyo de la Segunda República encuadrado, primero en la XI Brigada Internacional y más tarde en la XIV. Su nombre pretendía ser un homenaje al gobierno revolucionario francés de la Comuna de París de 1871. 

## Historial
Tuvo su primera aparición durante la defensa de Madrid, durante la entrada en la capital el 7 de noviembre de 1936 junto al resto de la XI Brigada Internacional. Al mando de Jules Dumont, el batallón iba compuesto principalmente por franceses y belgas. Sus principales combates se desarrollaron en la defensa de Madrid, batalla del Jarama, batalla de Guadalajara, en La Granja de San Ildefonso (durante la ofensiva de Segovia). En octubre de 1937 participó en un ataque en la zona de la Cuesta de la Reina (al sur de Madrid) que se saldó con un estrepitoso fracaso, además de un gran número de bajas. Para entonces ya se había integrado en la XIV Brigada Internacional.
Después de la retirada de Aragón (marzo de 1938), en abril la unidad quedó aislada en Cataluña con graves bajas, siendo inmediatamente reorganizado con nuevos refuerzos y efectivos franceses y españoles. En el mes de julio participó en la ofensiva del Ebro, donde el batallón fue prácticamente aniquilado en la maniobra de distracción del paso del Ebro por la zona de Amposta-Campredó el 25 de julio del 1938. Después de establecer una precaria cabeza de puente de 400 metros de ancho en la orilla contraria con un elevadísimo número de bajas, no pudo hacer frente al contraataque de los regulares marroquíes y solo unos pocos hombres pudieron regresar al punto de partida. Por esta acción, el Batallón fue condecorado con la Medalla al valor colectiva.
Después de la derrota de Campredó, la XIV Brigada Internacional estuvo unos cuántos días en la reserva. El Batallón Comuna de París, con los supervivientes, los heridos recuperados y 180 nuevos soldados fue rehecho, tomando el mando el capitán Henri Rol-Tanguy. A finales de julio, la Brigada volvió a cruzar el río, esta vez por la recuperada localidad de Mora de Ebro, uniéndose a la XII Brigada Internacional en el sector de Camposines. Desde allí, la 45.ª División se dirigió, a través de la Sierra de Cavalls, al este de Gandesa. El 15 de agosto el batallón se unió a la 35.ª División para defender la Sierra de Pandols. La unidad desapareció tras la retirada del frente de las Brigadas Internacionales, en otoño de 1938.